# Acanthodelta janata
Acanthodelta janata là một loài bướm đêm trong họ Noctuidae.